# دشت بورسونه
دشت بورسونه (به لاتین: Dasht-e Borsoneh) یک منطقهٔ مسکونی در افغانستان است که در ولایت بامیان واقع شده‌است.